# 아일랜드 국민해방군
아일랜드 국민해방군(아일랜드어: Arm Saoirse Náisiúnta na hÉireann 아름 시르서 나순타 너 헤런, 영어: Irish National Liberation Army; INLA)은 1974년에 설립되어 2009년까지 활동한 아일랜드와 북아일랜드의 마르크스-레닌주의 게릴라 조직이었다. 아일랜드 국민해방군의 우당은 아일랜드 공화사회당이었다.
INLA는 아일랜드 공화국군 공식파(OIRA)가 무장투쟁을 포기하자 이에 불복한 OIRA 조직원들이 뛰쳐나와 형성하였다. INLA는 북아일랜드에 주둔한 영국 육군 및 왕립 얼스터 경찰대에 대한 준군사 공세를 진행하였고 아일랜드 공화국과 브리튼섬에서도 북아일랜드만큼은 아니었지만 활발히 활동하였다. INLA가 참여한 주요 사건으로는 드롭핀웰 폭파와 에어리 니브 암살, 빌리 라이트 암살 등이 있다. 그러나 INLA는 공화파의 주요 준군사조직인 아일랜드 공화국군 임시파(PIRA)와 비교했을 때 소수파였으며, 내외부의 불화로 인해 조직이 약화되었다.
무장투쟁을 시작한 지 24년만인 1998년 8월 22일에 INLA는 정전을 선언하였다. 2009년 10월에 INLA는 공식적으로 평화적 정치적 수단을 통하여 목표를 추구하겠다는 뜻을 밝혔으며 보유한 무기를 폐기하기 시작했다.
INLA는 영국 정부가 지정한 테러조직으로 분류되어 있으며, 아일랜드 공화국에서도 불법 조직으로 간주하고 있다.